# Tuzla (localidad de Constanța)
Tuzla es una localidad rumana de la comuna homónima, en el condado de Constanța.

## Historia
Hacia comienzos del siglo XX, la localidad, que ya por entonces pertenecía al condado de Constanța, formaba parte de la comuna homónima de Tuzla y tenía contabilizada una población de 608 habitantes, en su mayoría turcos.
La localidad, que en la segunda mitad del siglo XX seguía formando parte de su comuna homónima, tenía una población en el censo de 2021 de 6494 habitantes.